# Rožac
Rožac (crievce živinsko; lat. Cerastium), kozmopolitski rod jednogodišnjeg raslinja i trajnica iz porodice Klinčićevke. Priznato je 200 vrste sa svih kontinenata osim Australije. 
U  Hrvatskoj je na popisu desetak vrsta) 
Vrsta Cerastium cerastoides, hrv. planinski rožac, sinonim je za Dichodon cerastoides. Cerastium dubium (Bastard) Guépin, neobični rožac, sinonim za Dichodon viscidum. 

## Vrste
1. Cerastium afromontanum T. C. E. Fr.
2. Cerastium akiyoshiense Kadota
3. Cerastium aleuticum Hultén
4. Cerastium alexeenkoanum Schischk.
5. Cerastium alpinum L.
6. Cerastium alsinifolium Tausch
7. Cerastium amanum P. H. Davis
8. Cerastium andinum Benth.
9. Cerastium arabidis E. Mey. ex Fenzl
10. Cerastium araraticum Rupr.
11. Cerastium arcticum Lange
12. Cerastium argenteum M. Bieb.
13. Cerastium argentinum (Pax) F. N. Williams
14. Cerastium arvense L., poljski rožac
15. Cerastium atlanticum Durieu
16. Cerastium axillare Correll
17. Cerastium azerbaijanicum Poursakhi, Assadi & F. Ghahrem.
18. Cerastium azoricum Hochst. ex Seub.
19. Cerastium baischanense Y. C. Chu
20. Cerastium banaticum (Rochel) Heuff.
21. Cerastium barberi B. L. Rob.
22. Cerastium beeringianum Cham. & Schltdl.
23. Cerastium behmianum Muschl.
24. Cerastium bialynickii Tolm.
25. Cerastium biebersteinii DC., Bibersteinijev rožac
26. Cerastium borisii Zakirov
27. Cerastium brachypetalum Desp. ex Pers., sitnocvjetni rožac
28. Cerastium brachypodum (Engelm. ex A. Gray) B. L. Rob.
29. Cerastium brevicarpicum Rusby
30. Cerastium cacananense Möschl
31. Cerastium candicans Wedd.
32. Cerastium candidissimum Correns
33. Cerastium capense Sond.
34. Cerastium capillatum I. V. Sokolova
35. Cerastium carinthiacum Vest
36. Cerastium comatum Desv.
37. Cerastium commersonianum Ser.
38. Cerastium crassipes Bartl.
39. Cerastium crassiusculum Klokov
40. Cerastium cuatrecasasii Sklenár
41. Cerastium cuchumatanense D. A. Good
42. Cerastium cylindricum Poursakhi & Assadi
43. Cerastium dagestanicum Schischk.
44. Cerastium danguyi J. F. Macbr.
45. Cerastium decalvans Schloss. & Vuk., vunenasti rožac
46. Cerastium deschatresii Greuter, N. Böhling & Ralf Jahn
47. Cerastium dichotomum L.
48. Cerastium dicrotrichum Fenzl ex Rohrb.
49. Cerastium diffusum Pers.,  rašireni rožac
50. Cerastium dinaricum Beck & Szyszyl., dinarski rožac
51. Cerastium dominici Favarger
52. Cerastium elbrusense Boiss.
53. Cerastium elongatum Pursh
54. Cerastium emesenum Mouterde
55. Cerastium eriophorum Kit. ex Schult.
56. Cerastium fastigiatum Greene
57. Cerastium filifolium Vest
58. Cerastium fischerianum Ser.
59. Cerastium floccosum Benth.
60. Cerastium fontanum Baumg.,  ljepkasti rožac
61. Cerastium fragillimum Boiss.
62. Cerastium fuegianum (Hook. fil.) Albov ex Albov & Kurtz
63. Cerastium furcatum Cham. & Schltdl.
64. Cerastium gibraltaricum Boiss.
65. Cerastium glomeratum Thuill., klupčasti rožac
66. Cerastium glutinosum Fr.
67. Cerastium gnaphalodes Fenzl
68. Cerastium gracile Dufour
69. Cerastium grandiflorum Waldst. & Kit.,  velecvjetni rožac
70. Cerastium guatemalense Standl.
71. Cerastium haussknechtii Boiss.
72. Cerastium hieronymi Pax
73. Cerastium hintoniorum B. L. Turner
74. Cerastium holosteoides Fr. emend. Hyl.
75. Cerastium huadingense Y. F. Lu, W. Y. Xie & X. F. Jin
76. Cerastium humifusum Cambess.
77. Cerastium ibukiense (Ohwi) Kadota
78. Cerastium igoschiniae Pobed.
79. Cerastium illyricum Ard.
80. Cerastium imbricatum Kunth
81. Cerastium inflatum Link ex Gren.
82. Cerastium jiuhuashanense Gang Yao & J. W. Zhai
83. Cerastium julicum Schellenb.
84. Cerastium junceum Möschl
85. Cerastium juniperorum Standl. & Steyerm.
86. Cerastium kasbek Parrot
87. Cerastium krylovii Schischk. & Gorczak.
88. Cerastium kunthii Briq.
89. Cerastium lacaitae Barberis, Bechi & Miceli
90. Cerastium lanceolatum (Poir.) Volponi
91. Cerastium latifolium L.
92. Cerastium lazicum Boiss.
93. Cerastium ligusticum Viv., zvončasti rožac
94. Cerastium limprichtii Pax & K. Hoffm.
95. Cerastium lineare All.
96. Cerastium lithospermifolium Fisch.
97. Cerastium longifolium Willd.
98. Cerastium lucorum (Schur) Möschl
99. Cerastium macranthum Boiss.
100. Cerastium macrocalyx Buschm.
101. Cerastium madrense S. Watson
102. Cerastium malyi (T. Georgiev) Niketic
103. Cerastium meridense Linden & Planch.
104. Cerastium microspermum C. A. Mey.
105. Cerastium moesiacum Friv.
106. Cerastium mollissimum Poir.
107. Cerastium morrisonense Hayata
108. Cerastium mucronatum Wedd.
109. Cerastium multiflorum C. A. Mey.
110. Cerastium nanhutashanense S. S. Ying
111. Cerastium nanum Muschl.
112. Cerastium nemorale M. Bieb.
113. Cerastium neoscardicum Niketic
114. Cerastium nigrescens (H. C. Watson) Edmondston ex H. C. Watson
115. Cerastium novoguinense Gilli
116. Cerastium nutans Raf.
117. Cerastium octandrum Hochst. ex A. Rich.
118. Cerastium odessanum Klokov
119. Cerastium oreades Schischk.
120. Cerastium orithales Schltdl.
121. Cerastium papuanum Schltr. ex Mattf.
122. Cerastium parvum (Pedersen) M. T. Sharples & E. A. Tripp
123. Cerastium pauciflorum Steven ex Ser.
124. Cerastium pedunculare Bory & Chaub.
125. Cerastium pedunculatum Gaudin
126. Cerastium peruvianum Muschl.
127. Cerastium pisidicum Ayasligil & Kit Tan
128. Cerastium polymorphum Rupr.
129. Cerastium porphyrii Schischk.
130. Cerastium pospichalii Soldano & F. Conti
131. Cerastium pumilum Curtis, patuljasti rožac
132. Cerastium purpurascens Adams
133. Cerastium purpusii Greenm.
134. Cerastium pusillum Ser.
135. Cerastium pyrenaicum J. Gay
136. Cerastium qingliangfengicum H. W. Zhang & X. F. Jin
137. Cerastium racemosum Bartl.
138. Cerastium ramigerum Bartl.
139. Cerastium ramosissimum Boiss.
140. Cerastium rectum Friv.
141. Cerastium regelii Ostenf.
142. Cerastium rivulare Cambess.
143. Cerastium rivulariastrum Möschl & Pedersen
144. Cerastium ruderale M. Bieb.
145. Cerastium runemarkii Möschl & Rech. fil.
146. Cerastium saccardoanum Diratz.
147. Cerastium scaposum Boiss. & Heldr.
148. Cerastium scaranii Ten.
149. Cerastium schizopetalum Maxim.
150. Cerastium selloi Schltdl. ex Rohrb.
151. Cerastium semidecandrum L., svinuti rožac
152. Cerastium siculum Guss.
153. Cerastium sinaloense D. A. Good
154. Cerastium sinicum Nakai
155. Cerastium smolikanum Hartvig
156. Cerastium soleirolii Duby
157. Cerastium soratense Rohrb.
158. Cerastium sordidum B. L. Rob.
159. Cerastium sosnowskyi Schischk.
160. Cerastium spathulatum Pers.
161. Cerastium stenopetalum Fenzl ex Gren. & Godr.
162. Cerastium subciliatum Gartner
163. Cerastium subpilosum Hayata
164. Cerastium subspicatum Wedd.
165. Cerastium subtetrandrum (Lange) Murb.
166. Cerastium subtriflorum (Rchb.) Pacher
167. Cerastium supramontanum Arrigoni
168. Cerastium sventenii Jalas
169. Cerastium sylvaticum Waldst. & Kit., šumski rožac
170. Cerastium szechuense F. N. Williams
171. Cerastium szowitsii Boiss.
172. Cerastium takasagomontanum Masam.
173. Cerastium taschkendicum Adylov & Vved.
174. Cerastium tatrae Borbás
175. Cerastium tenoreanum Ser.
176. Cerastium terrae-novae Fernald & Wiegand
177. Cerastium texanum Britton
178. Cerastium theophrasti Merxm. & Strid
179. Cerastium thomasii Ten.
180. Cerastium thomsonii Hook. fil.
181. Cerastium tianschanicum Schischk.
182. Cerastium tolucense D. A. Good
183. Cerastium tomentosum L., pustenasti rožac
184. Cerastium transsilvanicum Schur
185. Cerastium trianae Briq.
186. Cerastium trichocalyx Muschl.
187. Cerastium tucumanense Pax
188. Cerastium undulatifolium Sommier & Levier
189. Cerastium uniflorum Clairv., jednocvjetni rožac
190. Cerastium utriense Barberis
191. Cerastium vagans Lowe
192. Cerastium velutinum Raf.
193. Cerastium venezuelanum Briq.
194. Cerastium verticifolium R. L. Dang & X. M. Pi
195. Cerastium viride A. Heller
196. Cerastium vourinense Möschl & Rech. fil.
197. Cerastium vulcanicum Schltdl.
198. Cerastium wilhelmianum Sklenár
199. Cerastium wilsonii Takeda
200. Cerastium zhiguliense Saksonov
201. Cerastium × blyttii Baenitz
202. Cerastium × brueggerianum Dalla Torre & Sarnth.
203. Cerastium × laestadianum H. Samzelius
204. Cerastium × maureri M. Schulze
205. Cerastium × oxoniense Druce
206. Cerastium × pseudalpinum Murr
207. Cerastium × richardsonii Druce
208. Cerastium × sterile Hausskn.
209. Cerastium × symei Druce
210. Cerastium × triculinum A. Nyár. & Prodan